# Kamei Nanmei

Gedenkstein am ehemaligen Sitz der Kantōkan Akademie

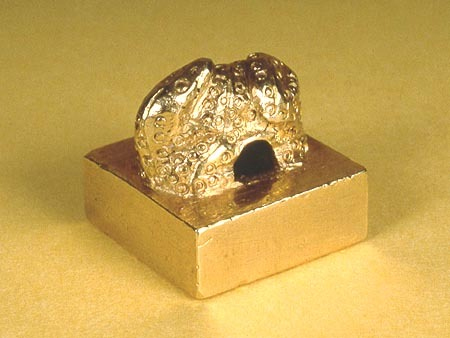
Goldsiegel für den König von Na (Fukuoka City Museum)

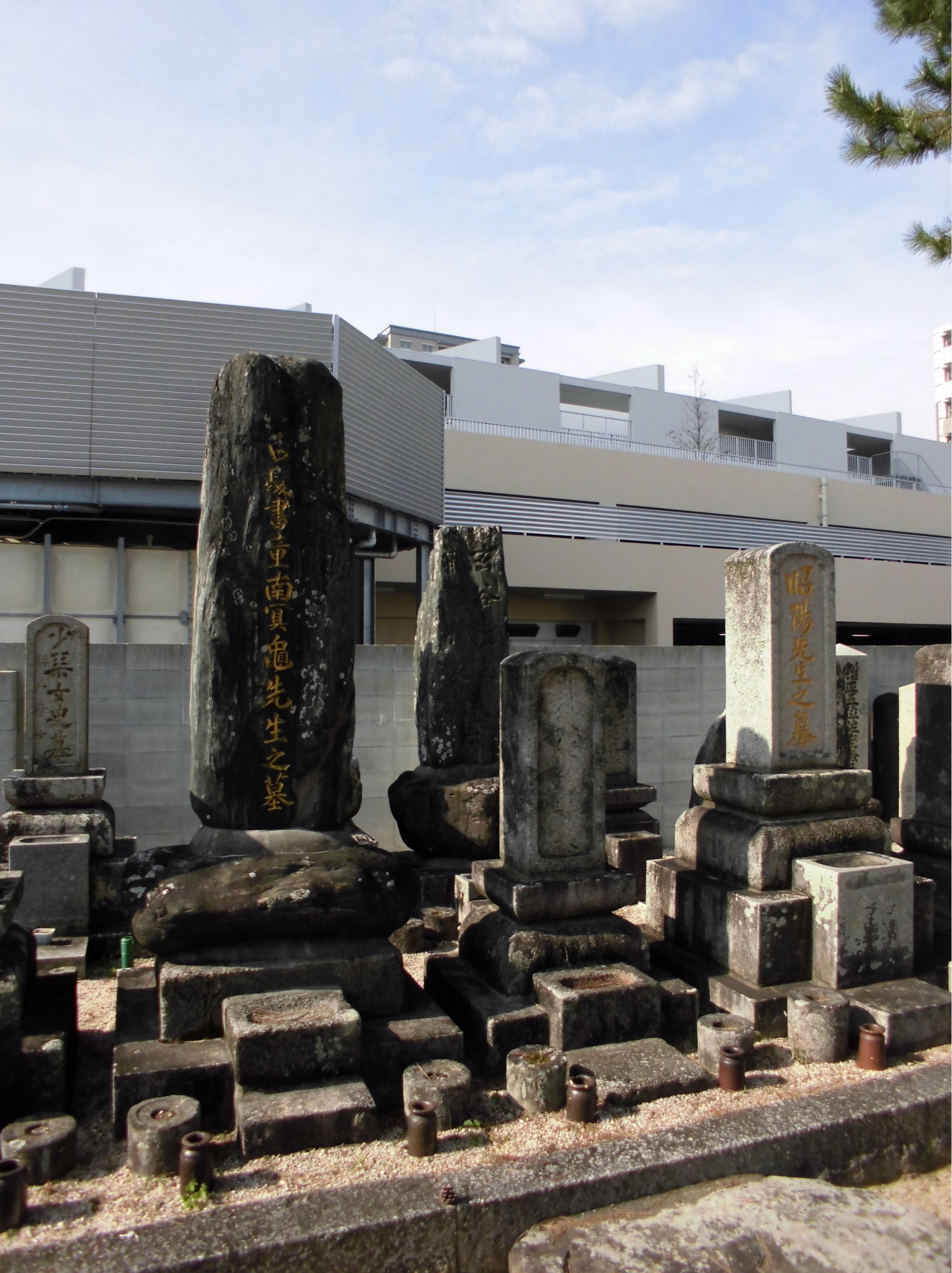
Kameis Grabstätte im Jōman-Temple (Kulturgut der Stadt Fukuoka)

Kamei Nanmei (jap. 亀井 南冥; * 12. Oktober 1743 im Dorf Meinohama (Distrikt Sawara, Provinz Chikuzen, heute Präfektur Fukuoka); † 21. April 1814 in Momochi, heute Teil der Stadt Fukuoka) war ein konfuzianischer Gelehrter und Arzt in der Domäne Fukuoka, der die nach ihm benannte Kimongaku (亀門学) begründete.

## Leben
Kamei Nanmei war der älteste Sohn von Kamei Chōin, der als Arzt im Dorf Meinohama (Distrikt Sawara, Provinz Chikuzen) praktizierte. Als junger Mann lernte er in Hasuike (heute Teil der Stadt Saga) bei Ōshio Genkō (大潮元皓), einem Mönch der buddhistischen Ōbaku-Schule, zog dann aber nach Kyōto, wo er bei den berühmten Ärzten Yoshimasu Tōdō (吉益東洞) und Nagatomi Dokushōan (永富独嘯庵) Medizin studierte. Als Konfuzianer stand er dem Denken von Ogyū Sorai (荻生徂徠) nahe, in der Medizin zählt er zur „Schule der alten Praxis“ (koihōha 古医方葉). Nagatomi war von Kameis Brillanz so beeindruckt, dass er ihn mit einem Vorwort zu seiner Schrift Man'yu Zakki (漫遊雑記) betraute. Auch seine in chinesischer Schriftsprache verfasste Poesie trug zur Verbreitung seines Namens bei. Zusammen mit dem „Holland-Gelehrten“ Koishi Genshun (小石元俊) und dem Konfuzianer Oda Kyōshu (小田享叔) zählt er zu den „Drei Großen Schülern Dokushōans“.
Zurück in seiner Heimat eröffnete Kamei im Jahre 1764 (Meiwa 1) eine kleine Privatschule Hieikan (蜚英館) in Fukuoka. In den folgenden Jahren unternahm er, teils zusammen Schülern, Bildungsreisen nach Nagasaki, Kumamoto und Kyōto. Als sein Lehrer Nagatomi im 1766 starb, übernahm er die Erziehung des neunjährigen Sohnes. 1772 heiratete er, ein Jahr später wurde sein Sohn Shōyō (亀井 昭陽) geboren. 1778 (An’ei 7) stellte ihn der Fürst Kuroda Haruyuki（黒田治之, 1753–1781) als konfuzianischen Arzt ein. 1784 (Tenmei 4) wurde er gemäß einer testamentarischen Anweisung des 1781 jung verstorbenen Haruyuki zum Leiter einer neuen Akademie namens Kantōkan (甘棠館).
Im selben Jahr fand man auf der nahe gelegenen kleinen Insel Shikanoshima ein chinesisches Goldsiegel mit den Schriftzeichen für „König von Na des Staates Wa, (Vasall?) der Han“ (漢倭奴国王印), seit 1931 ein Nationaler Schatz Japans. In einem Zertifikat „Erklärung des Goldsiegels“ (Kin’in-ben 金印弁) ordnete Kamei diesen sensationellen Fund einer Stelle im Buch der Späteren Han (Hou Hanshu) zu. Dieser chinesischen Chronik zufolge erhielt im Jahre 57 n. u. Z. eine Gesandtschaft aus Na im Staat Wa (Japan) vom Han-Kaiser Guangwu (光武) ein Siegel. Kamei machte das Goldsiegel unter Gelehrten im ganzen Lande bekannt und stimulierte weitere Forschungen. Takeda Tadayoshi (竹田定良, 1738–1798), ein mit Kamei heftig konkurrierender Anhänger des Neokonfuzianismus von Zhu Xi (jap. Shuki) und Leiter der zweiten Akademie des Fukuoka Clans Shūyūkan (修猷館), verfasste ebenfalls einen „Kommentar zum Goldsiegel“ (Kin’in-gi 金印議), der allerdings den Erklärungen Kameis inhaltlich nichts hinzuzufügen hatte.
Im Jahre 1790 (Kansei 2) gründete die Zentralregierung in Edo eine ihr unterstellte Akademie (Gakumonsho 学問所). Diese verbot alle Lehrrichtungen mit Ausnahme der Lehren des Zhu Xi. Diese Anweisung galt auch für die von den Domänen betriebenen Akademien des Landes. Nach heftigen Angriffen der nunmehr systemtragenden Shūyūkan-Akademie wurde Kamei die Leitung der Kantōkan-Akademie entzogen und er wurde unter Hausarrest gestellt. 1798 brannte das Gebäude nieder. Die Lehrer wurden entlassen und die Schüler an Takedas Akademie versetzt. Später eröffnete Kameis Sohn Shōyō eine Privatschule, an der auch der Vater wieder lehrte. Diese zog Schüler aus ganz Japan an und bildete einige wichtige Talente wie Inamura Sanpaku (稲村三伯), Hirose Tansō (広瀬淡窓), Hirose Gyokusō (広瀬旭荘), Honjō Taika (本城太華) aus. Kamei Nanmei starb 1814 bei einem Brand in seinem Haus, der Überlieferung nach aufrecht in formeller Sitzhaltung.

## Schriften
- Ōōyokyō. 1764 (「泱々余響」, 明和元年)
- Byōinkō bikō, 1778 (「病因考備考」安永7奥書)
- Nanmei mondō. Vorwort 1779 (『南冥問答』安永8年序)[6]
- Kokinsai iroha uta (『古今斎以呂波歌』)[7]
- Rongo Goyū, 1806 (『論語語由』文化3序・跋)[8]
- Kamei Nanmei Shōyō Zenshū Publication Group (ed.): Kamei Kamei Nanmei Shōyō Zenshū. 9 Vols., Fukuoka: Ashi Shobō, 1978–1981 (亀井南冥・昭陽全集刊行会 編『亀井南冥昭陽全集』葦書房).